# Dél-amerikai manátusz
A dél-amerikai manátusz, dél-amerikai manáti vagy amazóniai manátusz (Trichechus inunguis) az emlősök (Mammalia) osztályának tengeritehenek (Sirenia) rendjébe, ezen belül a manátuszfélék (Trichechidae) családjába tartozó faj.
A három élő manátuszfaj legkisebbike.

## Előfordulása
Dél-Amerika keleti partjainál él, ahonnan a folyótorkolaton át az Amazonas és Orinoco folyamokba is messze behatol. A következő országokban található meg: Brazília, Peru, Bolívia, Kolumbia, Ecuador és Venezuela.

## Megjelenése
A kifejlett dél-amerikai manátusz 2,8 méter hosszú és mintegy 360-540 kilogramm tömegű. Vékony, ráncos barnás vagy szürkés bőre van, mellkasfoltja fehérszínű, ezenkívül testét szétszórtan finom szőrszálak borítják.

## Életmódja
Az amazóniai manátusz az egyetlen tengeritehénfaj, amelyik kizárólag édesvízben él. A perifériás vérkeringésben bekövetkezett változásokra támaszkodik a hőszabályozás elsődleges mechanizmusa szempontjából. A záróizmok segítségével a vér áramlását a test vízzel szorosan érintkező területeiről eltérítik. Emellett a zsírrétegre is támaszkodik a hőveszteség csökkentése érdekében.
Különféle vízinövényekkel táplálkozik, mint a kontyvirágfélék (különösen az úszó kagylótutaj), az Utricularia fajok, becősmohák, tündérrózsafélék, és különösen a közönséges vízijácint.  Továbbá még vízbe hullott pálmagyümölcsöt is megeszi. A növényi étrend megemésztésének folyamata hasonló jellegű, mint a lóé. Egy felnőtt manátusz testtömegének 8%-ának megfelelő táplálékot fogyaszt el naponta.
Természetes ragadozói a jaguárok, cápák és krokodilok.

## Szaporodása
A párzás szezonális, 12-14 hónapos vemhességi idővel és elhúzódó ellési időszakkal. A legtöbb ellés december és július között van, 63%-os arányban február és május között, amikor az élőhelyén megemelkedik a folyószintje. A borjú születése után 12-18 hónapos koráig az anyjával marad.
A faj két fogságban tartott egyede 12 évig élt. A vadonban kb. 30 évig él.

## Képek
|  |  |  |  |  |

## Fordítás
- Ez a szócikk részben vagy egészben  az   Amazonian manatee című angol Wikipédia-szócikk fordításán alapul.  Az eredeti cikk szerkesztőit annak laptörténete sorolja fel. Ez a jelzés csupán a megfogalmazás eredetét és a szerzői jogokat jelzi, nem szolgál a cikkben szereplő információk forrásmegjelöléseként.